# Hugo Gutiérrez Vega

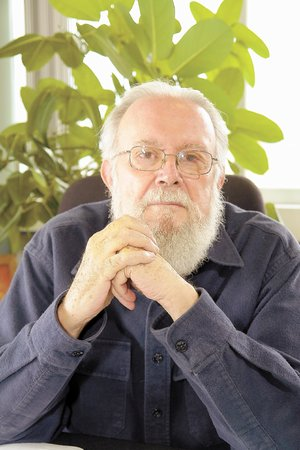
Hugo Gutiérrez Vega

Hugo Jesús Gutiérrez Vega (* 11. Februar 1934 in Guadalajara (Mexiko), Jalisco; † 25. September 2015) war ein mexikanischer Botschafter.

## Leben
Seine Eltern waren María de Jesús Vega Anaya und Gutiérrez Arce. Vega war Schauspieler, Theaterdirektor, Universitätsprofessor, Journalist und Berufsdiplomat. Er studierte Rechtswissenschaft an der UNAM, wo er auch Leiter der Kulturabteilung war. In Italien studierte er Philosophie und Soziologie.
Vega war Mitglied der Partido Acción Nacional (Mexiko). In den 1960er Jahren war er Leiter der Juventud Panista. 1978 kandidierte er für einen Parlamentssitz, sein Nachrücker war Hipólito Franco.
Ab 15. August 1995 war Vega Generalkonsul in Puerto Rico. Während seiner Amtszeit in Griechenland war er auch bei der Regierung im Libanon akkreditiert. 1975 erhielt er den Premio Nacional de Poesía in Mexiko. 2002 erhielt er den Premio Xavier Villaurrutia.
Seine Gedichte wurden ins Englische, Französische, Italienische, Russische, Portugiesische, Rumänische und Griechische übersetzt.

## Veröffentlichungen
- Las peregrinaciones de deseo, Poesie von 1965 bis 1986, 1987.
- El erotismo y la muerte, Essay, 1988.